# Bexleyheath
Bexleyheath is een wijk in het Londense bestuurlijk gebied Bexley, in het zuidoosten van de regio Groot-Londen.

## Verkeer en vervoer
- Station Bexleyheath

## Geboren in Bexleyheath
- Kate Bush (1958), zangeres, muzikante, singer-songwriter en producer

## Galerij

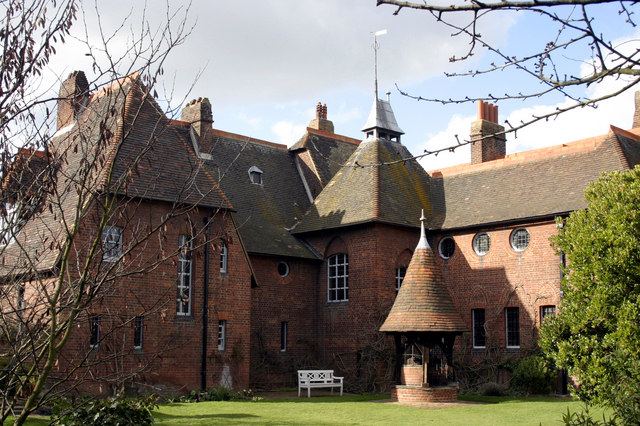
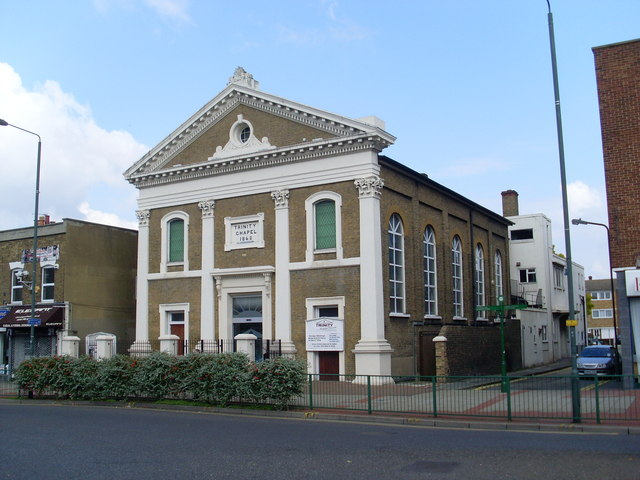
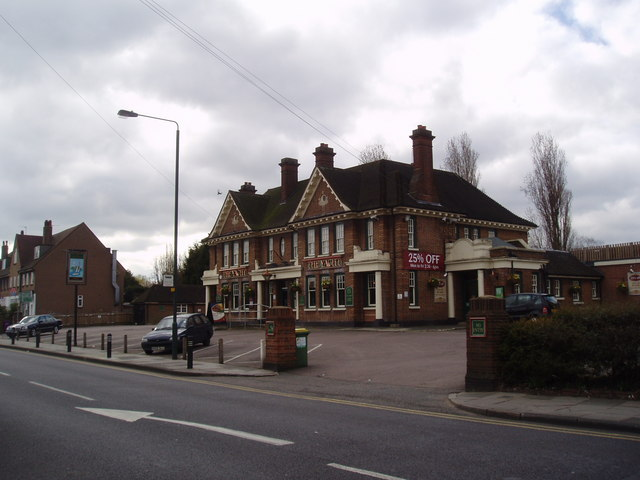